# پادشاه خدایان

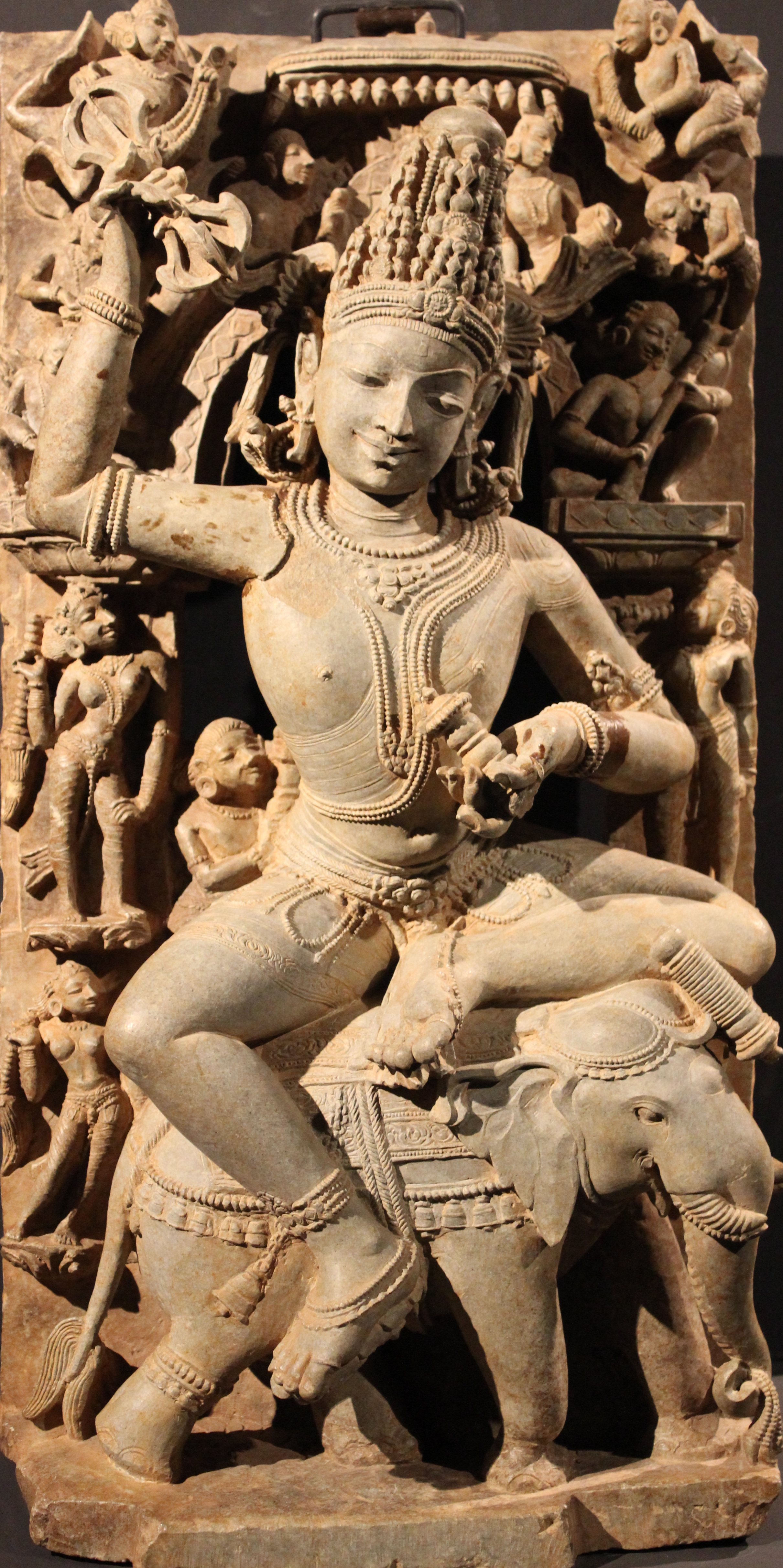
ایندرا، پادشاه خدایان هندو

با تکامل نظام‌های چند خدایی، تمایلی برای یک خدای، معمولاً مذکر، وجود دارد که به‌عنوان پادشاه خدایان برتری یابد. این گرایش می‌تواند به موازات رشد نظام‌های سلسله مراتبی قدرت سیاسی باشد که در آن یک پادشاه در نهایت قدرت نهایی را برای امور انسانی به‌دست می‌گیرد. خدایان دیگر برای خدمت در یک شورای الهی یا پانتئون می‌آیند. چنین خدایان درباری فرعی معمولاً با پیوندهای خانوادگی ناشی از پیوند یک زن یا شوهر مجرد، یا از یک الوهیت آندروجینی که مسئول خلقت است به هم مرتبط می‌شوند.
از نظر تاریخی، رویدادهای اجتماعی پسین، مانند تهاجمات یا تغییر در ساختارهای قدرت، می‌توانند باعث شوند که پادشاه قبلی خدایان، توسط الوهیت جدیدی که صفات و کارکردهای خدای جابجا شده را به عهده می‌گیرد، جابجا شود. غالباً پادشاه خدایان حداقل یک همسر دارد که ملکه خدایان است.
بر اساس نظریه‌های فمینیستی در مورد جایگزینی مادرسالاری‌های ریشه‌ای با پدرسالاری، خدایان آسمان مذکر تمایل دارند که جانشین الهه‌های زمین مؤنث شوند و به قدرت مطلق دست یابند.
همچنین تمایلی برای پادشاهان خدایان وجود دارد که اهمیت بیشتر و بیشتری را به خود اختصاص دهند و به‌طور همزمان صفات و کارکردهای خدایان پست‌تر را که به‌عنوان جنبه‌هایی از خدای انفرادی برتر در نظر گرفته می‌شوند، به خود اختصاص دهند.

## پادشاه خدایان در فرهنگ‌های مختلف
نمونه‌هایی از این جابجایی پادشاهان خدایان عبارتند از:
- در آنوناکی بین‌النهرین، انلیل جای آنو را می‌گیرد و به نوبه خود مردوک نیز جایگزین او می‌شود.[۲]
- در دین مصر باستان آمون خدای رسمی فرعون و مردم مصر بود.
- در پانتئون کنعانیان، بعل (حداد) جایگزین ال شد.
- در پانتئون هوریان/هیتی‌ها، تشوب یا تارهانت یا آرینا جایکوماربی را گرفت.
- در ارمنی آر و سپس، آرامازد.
- در هندوئیسم، پادشاه خدایان در اصل دیوس بود که بعداً توسط ایندرا دربرگرفته شد.[۳] اگرچه ایندرا همچنان عنوان پادشاه خدایان و فرمانروای بهشت را حفظ کرده است.[۴]
- در نظام یونان باستان خدایان المپیا، کرونوس جای اورانوس را می‌گیرد و زئوس نیز به نوبه خود جای کرونوس را می‌گیرد.
- در اساطیر نورس، اودین نقش پدر یا پادشاه خدایان را بر عهده می‌گیرد، اما اساطیر اسکاندیناوی دارای قبایل متعددی از خدایان مانند آسیر و ونیر است و اودین تنها به عنوان رهبر نخست آغاز می‌کند.
- اهورامزدای ایران باستان زرتشتیان
- مذاهب دراویدی، برترین موجود در دین دراویدی معمولاً سیواپرومان بود و خدایان عالی مبتنی بر سرزمین‌هایی از جمله موروگان، کادالون، وندان، کوتراوای و تیرومال داشت.